# Pia (Pyrénées-Orientales)
Pia település Franciaországban, Pyrénées-Orientales megyében. Lakosainak száma 11 174 fő (2022. január 1.). Pia Claira, Bompas, Perpignan és Rivesaltes községekkel határos.

## Népesség
A település népességének változása:
| Lakosok száma | 8284 | 8741 | 8982 | 9035 | 9228 | 9849 | 10 334 | 10 733 | 11 174 |
|               | 2013 | 2015 | 2016 | 2017 | 2018 | 2019 | 2020   | 2021   | 2022   |